# إدوارد سيجوا
إدوارد سيجوا (بالفرنسية: Édouard Séguin) (20 يناير 1812 - 28 أكتوبر 1880) هو طبيب وتربوي وُلد في كلاميسي في فرنسا. عُرف بعمله مع الأطفال الذين يعانون من إعاقات معرفية في فرنسا والولايات المتحدة.

## روابط خارجية
- إدوارد سيجوا على موقع الموسوعة البريطانية (الإنجليزية)